# Карреньо Буста, Пабло
Па́бло Карре́ньо Бу́ста (исп. Pablo Carreño Busta; род. 12 июля 1991, Хихон, Астурия) — испанский теннисист; победитель десяти турниров ATP (из них семь в одиночном разряде); финалист одного турнира Большого шлема в парном разряде (Открытый чемпионат США-2016); полуфиналист двух турниров Большого шлема в одиночном разряде; обладатель Кубка Дэвиса (2019) в составе сборной Испании; бронзовый призёр Олимпийских игр 2020 года в одиночном разряде.

## Общая информация
Пабло — один из трёх детей архитектора Альфонсо Карреньо и врача Марии Антонии Бусты; его сестёр зовут Лусия и Алисия.
Испанец в теннисе с шести лет; любимое покрытие — грунт; лучший удар — бэкхенд.
Женился в декабре 2021 года. Его супругой стала Клаудия Дияс. Свадьба прошла в Хихоне — родном городе теннисиста.

## Спортивная карьера

### Начало карьеры

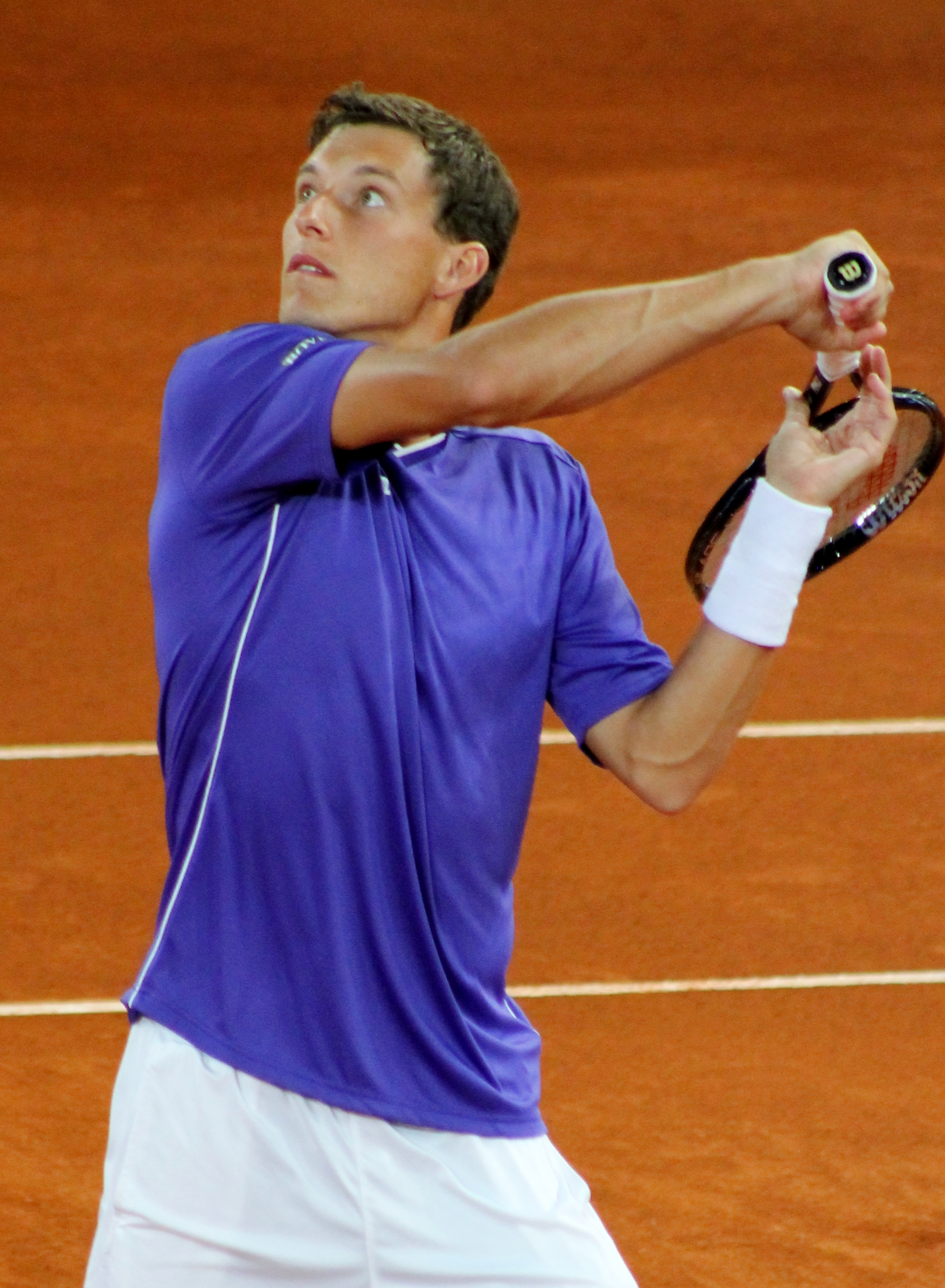
Карреньо на турнире в Мадриде 2014 года

Профессиональную карьеру Карреньо начал в 2009 году. В июне того года он выиграл первый турнир из серии «фьючерс». В апреле 2010 года он взял следующий «фьючерс». Ещё два «фьючерса» он взял зимой 2011 года. Дебют Пабло в туре ATP состоялся в апреле 2011 года на турнире в Барселоне, куда он попал получив уайлд-кард. В первом своём матче в основных соревнованиях Карреньо сыграл с французом Бенуа Пером и проиграл в трёх сетах. В мае того же года Карреньо выиграл дебютный титул на турнире серии «челленджер» в Алессандрии. В начале сентября он взял «челленджер» в Комо.
В первой части сезона 2013 года Карреньо выиграл сразу семь титулов на «фьючерсах». В мае 21-летний испанец заметно выступил на грунтовом турнире АТП в Оэйраше. Карреньо, попав на турнир через квалификацию, смог выйти в полуфинал, обыграв на своём пути трёх представителей топ-100. В том же месяце он впервые выступил в основной сетке турнира серии Большого шлема, пройдя квалификационный отбор на Открытом чемпионате Франции. В первом раунде он проиграл № 3 в мире на тот момент Роджеру Федереру. В июне Пабло победил на «челленджере» в Танжере, а в августе взял ещё три «челленджера» подряд: в Сеговии, Корденонсе и Комо. Это серия побед позволила Карреньо впервые войти в топ-100 мирового рейтинга и подняться сразу на 67-е место.
В апреле 2014 года на турнире в Касабланке Карреньо впервые в сезоне сыграл в четвертьфинале. В том сезоне испанский теннисист выиграл три «челленджера» — в Кальтаниссетте, Мохаммедии и Севилье. В июле он дважды выходил в четвертьфинал на турнирах АТП в Бостаде и Умаге. На Открытом чемпионате США Карреньо впервые смог выйти в третий раунд Большого шлема. В октябре он вышел в четвертьфинал турнира в Валенсии.

### 2015—2016 (первые титул АТП и парный финал в США)
Первым заметным выступлением Карреньо в 2015 году стал выход в полуфинал турнира в Кашкайше. В июне он взял «челленджер» в Перудже. В июле выиграл «челленджер» в Познани. В июле Пабло сыграл в четвертьфинал турнира в Гштаде. В конце августа он добрался до 1/4 финала в Уинстон-Сейлеме.
В 2016 году Карреньо Буста вышел на новый уровень игры. В феврале он выиграл дебютный титул АТП в парном разряде на турнире в Кито, где он сыграл в команде с аргентинцем Гильермо Дураном. На том же турнире он вышел в четвертьфинал в одиночках. В том же месяце Пабло вышел в свой дебютный одиночный финал основного тура. Произошло это на турнире в Сан-Паулу, где в решающем поединке он уступил уругвайцу Пабло Куэвасу со счётом 6-7(4), 3-6. Также из достижений февраля можно отметить два парных финала на турнирах в Рио-де-Жанейро и Сан-Паулу, куда Карреньо попал совместно с Давидом Марреро. В апреле на грунтовом турнире в Марракеше Пабло дошёл до четвертьфинала. На турнире в Кашкайше Карреньо сыграл во втором в сезоне финале в одиночном разряде и вновь проиграл. На этот раз он уступил соотечественнику Николасу Альмагро — 7-6(6), 6-7(5), 3-6. За неделю до Ролан Гаррос Пабло сыграл в четвертьфинале турнира в Женеве.
В июле 2016 года он впервые сыграл за сборную Испании в розыгрыше Кубка Дэвиса и дошёл до 1/4 финала на турнире в Умаге. В августе на новом в календаре турнире Кабо-Сан-Лукасе Карреньо вышел в полуфинал. За неделю до Открытого чемпионата США он выиграл свой первый индивидуальный трофей АТП, став чемпионом турнира в Уинстон-Сейлеме. В «испанском финале» Карреньо Буста переиграл Роберто Баутисту Агута со счётом 6-7(6), 7-6(1), 6-4. На Открытом чемпионате США он доиграл до третьего раунда, а в парном розыгрыше в дуэте с Гильермо Гарсией Лопесом смог выйти в финал. В своем первом титульном матче Большого шлема в карьере испанский дуэт проиграл опытным парным игрокам Джейми Маррею и Бруно Соаресу — 2-6, 3-6. На первом для себя после Открытого чемпионата США турнире в Чэнду Карреньо вышел в финал в парах совместно с поляком Мариушем Фирстенбергом. В октябре на турнире в Пекине он сыграл в четвертьфинале и смог взять парный титул в альянсе со знаменитым соотечественником Рафаэлем Надалем. На зальном турнире в Москве Карреньо Буста выиграл второй одиночный титул в сезоне. В финале он выиграл у итальянца Фабио Фоньини — 4-6, 6-3, 6-2. По итогам сезона 2016 года он занял 30-е место в одиночном рейтинге.

### 2017—2018 (полуфинал в США и дебют в топ-10)
На старте сезона 2017 года Карреньо Буста вышел в четвертьфинал турнира в Сиднее. На Открытом чемпионате Австралии он впервые за свои четыре участия в нём смог выиграть матч в основной сетке и в итоге вышел в третий раунд. В парном же розыгрыше Австралийского чемпионата он вышел в полуфинал в партнёрстве с Гарсией Лопесом. В феврале он вышел в полуфинал турнира в Буэнос-Айресе. На следующем турнире в Рио-де-Жанейро он пробился в финал, но проиграл в борьбе за титул восьмой ракетке мира Доминику Тиму — 5-7, 4-6. Также в Рио-де-Жанейро Пабло выиграл парный титул в дуэте с Пабло Куэвасом. На турнире в Сан-Паулу Карреньо сыграл в полуфинал. В марте на турнире серии Мастерс в Индиан-Уэллсе Пабло смог выйти в полуфинал, где он уступил третьему в мире Стэну Вавринке. Весной он выиграл титул на грунтовом турнире в Кашкайше, где нанёс поражение в решающем матче Жиля Мюллера — 6-2, 7-6(5).
Успешно Карреньо сыграл на Открытом чемпионате Франции 2017 года. На своём пути он смог обыграть Флориана Майера, Таро Даниэля, № 13 в мире Григора Димитрова и в драматичном пятисетовом матче № 6 Милоша Раонича. Выйдя в свой первый в карьере четвертьфинал Большого шлема в одиночном разряде Карреньо вышел на Рафаэля Надаля, но не смог доиграть матч и снялся с него во втором сете. После Ролан Гаррос Карреньо впервые вошёл в топ-20 мирового рейтинга. Ещё лучше чем во Франции он выступил на Открытом чемпионате США. Пабло впервые попал в полуфинал. Сетка турнира оказалось удачной для испанца и он не проиграл ни сета. До четвертьфинала все его соперники не входили в топ-50, а в 1/4 финала он обыграл № 33 в мире Диего Шварцмана. У Карреньо был хороший шанс выйти в финал турнира. Его соперник по полуфиналу Кевин Андерсон был ниже в рейтинге (№ 32 в мире). Но Карреньо Буста проиграл в четырёх сетах со счётом 6-4, 5-7, 3-6, 4-6. Полуфинал в США позволил Пабло впервые войти в топ-10 мужского рейтинга. В конце сезона Карреньо поехал в качестве запасного игрока на Итоговый турнир и по ходу соревнований заменил Рафаэля Надаля, который снялся из-за травмы колена. Однако, одержать первую победу на нём не сумел проиграв в трёх сетах Доминику Тиму и в двух сетах Григору Димитрову.
Карреньо в 2018 году сумел впервые добраться до четвёртого круга Открытого чемпионата Австралии. Проиграл Пабло только шестому сеянному Марину Чиличу. Хорошую игру он смог показать в марте Мастерсе в Майами. Испанцу удалось выйти в полуфинал и обыграть в 1/4 финала № 8 в мире Кевина Андерсона. После небольшой паузы он начал грунтовую часть сезона в конце апреля с попадания в полуфинал в Барселоне, где в четвертьфинале была одержана победа ещё над одним теннисистом из топ-10 — № 5 в мире Григором Димитровым. На турнире в Оэйраше ему также удалось пройти в полуфинал. В мае на Мастерсе в Риме Карреньо доиграл до четвертьфинала, а в парном разряде в команде с Жуаном Соузой заменил в сетке, снявшихся из-за травмы Боба и Майка Брайанов, и неожиданно их пара смогла доиграть до финала. На Открытом чемпионате Франции испанец сумел дойти до третьего круга, в котором уступил итальянцу Марко Чеккинато.
После четвёртого для себя поражения в первом раунде Уимблдонского турнира, Карреньо сыграл на двух грунтовых турнирах в Бостаде и Гамбурге, где доиграл до 1/4 финала. В августе на Мастерсе в Цинциннати смог дойти до четвертьфинала, в котором проиграл Марину Чиличу. Затем он вышел в полуфинал турнира в Уинстон-Сейлеме, где проиграл Стиву Джонсону. Концовка сезона оказалась неудачной и Карреньо завершил сезон на 23-м месте рейтинга.

### 2019—2020 (победа в Кубке Дэвиса, полуфинал в США)

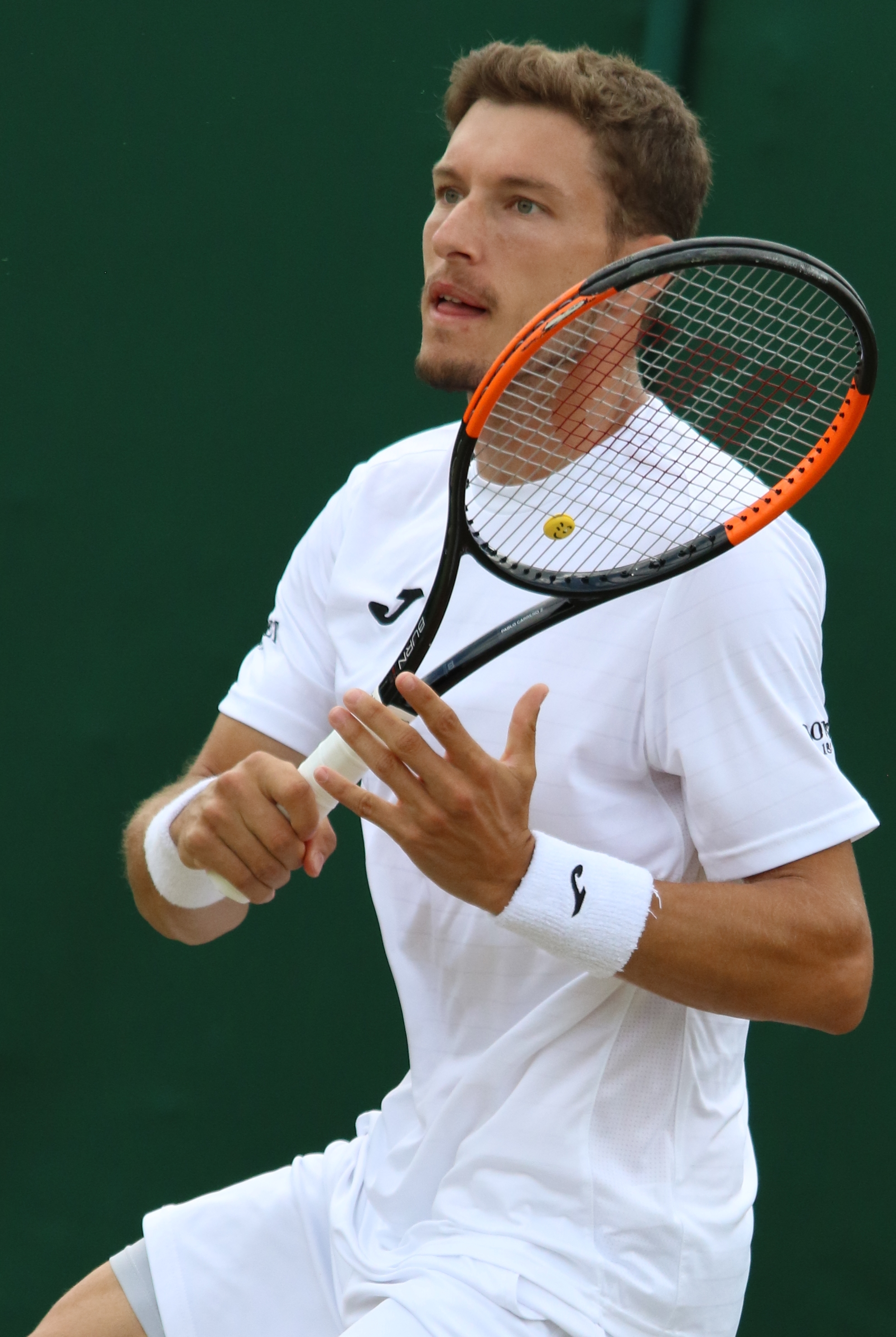
Карреньо на Уимблдоне 2019 года

Перед первым в году Большим шлемом Карреньо сыграл на турнире в Окленде и доиграл там до четвертьфинала. На Открытом чемпионате Австралии Пабло сумел дойти до четвёртого круга, в котором в пяти сетах уступил японскому теннисисту Кэю Нисикори. Из-за травмы Карреньо был вынужден пропустить несколько турниров с февраля по апрель. Набор формы проходил нелегко. В мае он покинул топ-50 рейтинга, а на Открытом чемпионате Франции снялся в четвёртом сете игры третьего раунда с Бенуа Пером. В июне на турнире в Анталье, который прошёл на траве, Карреньо вышел в полуфинал. Но на Уимблдонском турнире он проиграл в первом раунде австралийцу Алексею Попырину в трёх сетах. В июле в четвертьфинале турнира в Гамбурге удалось обыграть № 10 в мире Фабио Фоньини, а в полуфинале он проиграл Андрею Рублёву.
На Открытом чемпионате США 2019 года Пабло дошёл до третьего раунда, но проиграл Давиду Гоффену в трёх сетах. В конце сентября он выиграл первый титул в Туре с 2017 года. Карреньо стал победителем турнира в Чэнду, переиграв в финале Александра Бублика из Казахстана в трёх сетах. В октябре ему удалось выйти в полуфинал в Стокгольме и четвертьфинал в Вене. В конце сезона он сыграл в составе сборной Испании на финальном турнире Кубка Дэвиса. Турнир первый раз проводился в таком формате и Карреньо провёл только один матч. В четвертьфинале против сборной Аргентины в одиночном матче против Гвидо Пельи потерпел поражение в трёх сетах. По итогу испанцы смогли выиграть розыгрыш Кубок Дэвиса и он стал его обладателем в составе команды.
Пабло начал сезон 2020 года ещё на одном командном турнире — Кубок ATP в составе команды Испании. Однако будучи только 3-м номером Испании по одиночному рейтингу, его не заявляли для участия в одиночных матчах, отдавая их Рафаэлю Надалю и Роберто Баутисте. При этом он принял участие во всех парных матчах. На групповом этапе он с Фелисиано Лопесом выиграл матчи у пар из Грузии и Уругвая, а с Рафаэлем Надалем у Японии. Но все эти матчи не имели существенного турнирного значения, так как Испания побеждала во всех одиночных встречах. В четвертьфинале против сборной Бельгии счёт после одиночных матчей был 1:1. В решающем парном матче Пабло Карреньо-Буста и Рафаэль Надаль обыграли Йорана Влигена и Сандера Жийе на решающем тай-брейке. В полуфинале Карреньо с Лопесом выиграли парный матч у австралийской пары Гуччоне и Пирс, но матч также не имел значения, поскольку Испания уже выигрывала 2:0. В финале против команды Сербии парный матч был решающим. Пабло Карреньо и Фелисиано Лопес проиграли Новаку Джоковичу и Виктору Троицки в двух сетах. На первом индивидуальном турнире в году в Аделаиде он сыграл в четвертьфинале, а на Открытом чемпионате Австралии выбыл в третьем раунде, проиграв Надалю. В феврале на зальном турнире в Роттердаме он оформил выход в полуфинал.
После паузы из-за эпидемии Карреньо Буста в дуэте с Алексом де Минором выиграли парный Мастерс в Цинциннати, перенесённый в том сезоне в Нью-Йорк. На Открытом чемпионате США Карреньо второй раз в карьере дошёл до полуфинала. В четвёртом раунде он сыграл против первой ракетки мира Новака Джоковича и тот матч завершился в первом сете из-за дисквалификации серба, который неудачно отбросил мяч и попал в линейного судью, что запрещено правилами. После этого Пабло в четвертьфинале в пяти сетах прошёл Дениса Шаповалова, а в полуфинальном матче против Александра Зверева он вёл 2:0 по сетам, но затем проиграл три сета подряд и не смог сыграть дебютный финал Большого шлема. Это выступление позволило испанскому теннисисту вернуть место в топ-20 мирового рейтинга. В перенесенном на октябрь Открытом чемпионате Франции Карреньо дошёл до четвертьфинала, где у него взял реванш Новак Джокович, оформивший победу в четырёх сетах. В ноябре на Мастерсе в Париже удалось выйти в четвертьфинал, в котором Пабло уступил Рафаэлю Надалю. Сезон он закончил 16-м в рейтинге.

### 2021—2022 (бронза Олимпиады)
На Открытом чемпионате Австралии 2021 года Карреньо вышел в третий раунд. В апреле он выиграл свой пятый титул в основном туре, победив в финале турнира в Марбелье Хауме Мунара. Через две недели Пабло вышел в полуфинал в Барселоне. В начале июня на Ролан Гаррос он достиг четвёртого раунда, в котором уступил Стефаносу Циципасу. На травяном турнире в Санта-Понса Карреньо вышел в полуфинал, олнако Уимблдон завершился для него поражением в первом раунде от Сэма Куэрри. В июле испанский теннисист смог стать победителем турнира на грунте в Гамбурге, обыграв в финале серба Филипа Краиновича, что позволило подняться на 11-е место рейтинга. После этой победы Карреньо выступил на Олимпийских играх в Токио. В первых трёх раундах он обыграл Тенниса Сандгрена из США, Марина Чилича из Хорватии, а также Доминика Кёпфера из Германии. В четвертьфинале ему удалось выбить с турнира одного из фаворитов и вторую ракетку мира Даниила Медведева — 6:2, 7:6(5). В полуфинале он сыграл с ещё одним спортсменом из России Кареном Хачановым и на этот раз проиграл со счётом 3:6, 3:6. Карреньо сыграл в матче за третье место с первой ракеткой мира Новаком Джоковичем и ему удалось выиграть ещё одного фаворита в трёх сетах (6:4, 6:7, 6:3). Таким образом, Пабло смог завоевать бронзовую медаль Олимпиады и для этого обыграть, в том числе, двух лидеров мирового рейтинга.
После Олимпиады Карреньо на Мастерсе в Цинциннати смог выйти в четвертьфинал, где у него смог взять реванш Даниил Медведев, разгромив Пабло в двух сетах. На турнире в Уинстон-Сейлеме он вышел в четвертьфинал, а на Открытом чемпионате США выбыл уже в первом раунде. В осенней части сезона Карреньо смог сыграть в финале зального турнира в Меце, однако проиграл в нём Хуберту Хуркачу. По итогам сезона Карреньо занял 16-е место в рейтинге.
На старте 2022 года Карреньо сыграл за Испанию на Кубке ATP. Он выиграл четыре одиночные встречи в играх с разными командами и помог Испании выйти в финал. Здесь ипанцы не смогли переиграть Канаду, а Карреньо проиграл свой матч Денису Шаповалову. На Открытом чемпионате Австралии удалось повторить лучшее достижение на этом турнире и доиграть до четвёртого раунда.

## Рейтинг на конец года
| Год  | Одиночный рейтинг | Парный рейтинг |
| 2024 | 196               | —              |
| 2023 | 606               | —              |
| 2022 | 13                | 328            |
| 2021 | 20                | 198            |
| 2020 | 16                | 54             |
| 2019 | 27                | 114            |
| 2018 | 23                | 78             |
| 2017 | 10                | 44             |
| 2016 | 30                | 25             |
| 2015 | 67                | 103            |
| 2014 | 51                | 138            |
| 2013 | 64                | 938            |
| 2012 | 654               | 717            |
| 2011 | 136               | 578            |
| 2010 | 344               | 545            |
| 2009 | 513               | 886            |

По данным официального сайта ATP на последнюю неделю года.

## Выступления на турнирах

### Финалы турниров ATP в одиночном разряде (12)

#### Победы (7)
| Легенда                     |
| --------------------------- |
| Турниры Большого шлема (0)* |
| Итоговый турнир ATP (0)     |
| Мастерс (1+1)               |
| АТР 500 (1+2)               |
| АТР 250 (5+1)               |

| Титулы по покрытиям | Титулы по месту проведения матчей турнира |
| ------------------- | ----------------------------------------- |
| Хард (4+2)*         | Зал (1)                                   |
| Грунт (3+2)         | Зал (1)                                   |
| Трава (0)           | Открытый воздух (6+4)                     |
| Ковёр (0)           | Открытый воздух (6+4)                     |

* количество побед в одиночном разряде + количество побед в парном разряде.
| №  | Дата             | Турнир              | Покрытие   | Соперник в финале     | Счёт              |
| 1. | 27 августа 2016  | Уинстон-Сейлем, США | Хард       | Роберто Баутиста Агут | 6-7(6) 7-6(1) 6-4 |
| 2. | 23 октября 2016  | Москва, Россия      | Хард (зал) | Фабио Фоньини         | 4-6 6-3 6-2       |
| 3. | 7 мая 2017       | Кашкайш, Португалия | Грунт      | Жиль Мюллер           | 6-2 7-6(5)        |
| 4. | 29 сентября 2019 | Чэнду, Китай        | Хард       | Александр Бублик      | 6-7(5) 6-4 7-6(3) |
| 5. | 11 апреля 2021   | Марбелья, Испания   | Грунт      | Хауме Мунар           | 6-1 2-6 6-4       |
| 6. | 18 июля 2021     | Гамбург, Германия   | Грунт      | Филип Краинович       | 6-2 6-4           |
| 7. | 14 августа 2022  | Монреаль, Канада    | Хард       | Хуберт Хуркач         | 3-6 6-3 6-3       |

#### Поражения (5)
| №  | Дата             | Турнир                   | Покрытие   | Соперник в финале | Счёт              |
| 1. | 28 февраля 2016  | Сан-Паулу, Бразилия      | Грунт      | Пабло Куэвас      | 6-7(4) 3-6        |
| 2. | 1 мая 2016       | Кашкайш, Португалия      | Грунт      | Николас Альмагро  | 7-6(6) 6-7(5) 3-6 |
| 3. | 26 февраля 2017  | Рио-де-Жанейро, Бразилия | Грунт      | Доминик Тим       | 5-7 4-6           |
| 4. | 26 сентября 2021 | Мец, Франция             | Хард (зал) | Хуберт Хуркач     | 6-7(2) 3-6        |
| 5. | 24 апреля 2022   | Барселона, Испания       | Грунт      | Карлос Алькарас   | 3-6 2-6           |

### Финалы челленджеров и фьючерсов в одиночном разряде (31)

#### Победы (23)
| Условные обозначения |
| Челленджеры (11)*    |
| Фьючерсы (12+4)      |

| Титулы по покрытиям | Титулы по месту проведения матчей турнира |
| ------------------- | ----------------------------------------- |
| Хард (4+1)*         | Зал (0)                                   |
| Грунт (18+3)        | Зал (0)                                   |
| Трава (0)           | Открытый воздух (23+4)                    |
| Ковёр (1)           | Открытый воздух (23+4)                    |

* количество побед в одиночном разряде + количество побед в парном разряде.
| №   | Дата             | Турнир                 | Покрытие | Соперник в финале         | Счёт            |
| 1.  | 27 июня 2009     | Мелилья, Испания       | Хард     | Андони Виванко Гусман     | 6-4 6-4         |
| 2.  | 9 апреля 2010    | Мадрид, Испания        | Хард     | Карлис Лейникс            | 7-5 6-7(5) 6-3  |
| 3.  | 23 января 2011   | Мальорка, Испания      | Грунт    | Педро Клар Россельо       | 2-6 6-2 6-3     |
| 4.  | 13 февраля 2011  | Мурсия, Испания        | Грунт    | Пабло Сантос Гонсалес     | 1-0 — отказ     |
| 5.  | 29 мая 2011      | Алессандрия, Италия    | Грунт    | Роберто Баутиста Агут     | 3-6 6-3 7-5     |
| 6.  | 13 августа 2011  | Ирун, Испания          | Грунт    | Мартин Алунд              | 6-4 6-7(4) 6-4  |
| 7.  | 4 сентября 2011  | Комо, Италия           | Грунт    | Андреас Бек               | 6-4 7-6(4)      |
| 8.  | 27 января 2013   | Анталья, Турция        | Хард     | Тони Андроич              | 6-3 6-2         |
| 9.  | 10 февраля 2013  | Мальорка, Испания      | Грунт    | Алессио ди Мауро          | 6-1 6-1         |
| 10. | 17 февраля 2013  | Мальорка, Испания      | Грунт    | Даниэль Таро              | 6-3 5-7 6-1     |
| 11. | 24 февраля 2013  | Мурсия, Испания        | Грунт    | Роберто Карбальес Баэна   | 6-7(7) 6-3 6-3  |
| 12. | 2 марта 2013     | Картахена, Испания     | Грунт    | Роберто Карбальес Баэна   | 6-1 6-0         |
| 13. | 17 марта 2013    | Бадалона, Испания      | Грунт    | Хорди Сампер Монтанья     | 2-6 6-1 7-6(7)  |
| 14. | 24 марта 2013    | Вильяхойоса, Испания   | Ковёр    | Роберто Карбальес Баэна   | 6-3 6-7(3) 6-3  |
| 15. | 23 июня 2013     | Танжер, Марокко        | Грунт    | Михаил Кукушкин           | 6-2 4-1 — отказ |
| 16. | 4 августа 2013   | Сеговия, Испания       | Хард     | Альбано Оливетти          | 6-4 7-6(2)      |
| 17. | 18 августа 2013  | Корденонс, Италия      | Грунт    | Грегуар Бюркье            | 6-4 6-4         |
| 18. | 1 сентября 2013  | Комо, Италия           | Грунт    | Доминик Тим               | 6-2 5-7 6-0     |
| 19. | 15 июня 2014     | Кальтаниссетта, Италия | Грунт    | Факундо Багнис            | 4-6 6-4 6-1     |
| 20. | 21 июня 2014     | Мохаммедия, Марокко    | Грунт    | Даниэль Муньос де ла Нава | 7-6(2) 2-6 6-2  |
| 21. | 14 сентября 2014 | Севилья, Испания       | Грунт    | Таро Даниэль              | 6-4 6-1         |
| 22. | 21 июня 2015     | Перуджа, Италия        | Грунт    | Маттео Виола              | 6-2 6-2         |
| 23. | 19 июля 2015     | Познань, Польша        | Грунт    | Раду Албот                | 6-4 6-4         |

#### Поражения (8)
| №  | Дата             | Турнир             | Покрытие    | Соперник в финале         | Счёт           |
| 1. | 28 марта 2010    | Сарагоса, Испания  | Грунт (зал) | Даниэль Муньос де ла Нава | 3-6 4-6        |
| 2. | 1 августа 2010   | Дения, Испания     | Грунт       | Мигель Анхель Лопес Хаэн  | 6-7(5) 7-5 3-6 |
| 3. | 12 сентября 2010 | Овьедо, Испания    | Грунт       | Роберто Карбальес Баэна   | 4-6 2-6        |
| 4. | 10 октября 2010  | Кордова, Испания   | Хард        | Малик Джазири             | 4-6 7-5 4-6    |
| 5. | 30 января 2011   | Мальорка, Испания  | Грунт       | Педро Клар-Россельо       | 5-7 1-6        |
| 6. | 19 февраля 2011  | Картахена, Испания | Грунт       | Педро Клар Россельо       | 3-6 6-7(2)     |
| 7. | 20 января 2013   | Анталья, Турция    | Хард        | Илья Бозоляц              | 4-6 4-6        |
| 8. | 13 сентября 2015 | Севилья, Испания   | Грунт       | Педро Качин               | 5-7 3-6        |

### Финалы турниров Большого шлема в парном разряде (1)

#### Поражение (1)
| №  | Год  | Турнир                 | Покрытие | Партнёр               | Соперники в финале         | Счёт    |
| 1. | 2016 | Открытый чемпионат США | Хард     | Гильермо Гарсия Лопес | Джейми Маррей Бруно Соарес | 2-6 3-6 |

### Финалы турнировATPв парном разряде (9)

#### Победы (4)
| №  | Дата            | Турнир                   | Покрытие | Партнёр        | Соперники в финале                | Счёт              |
| 1. | 6 февраля 2016  | Кито, Эквадор            | Грунт    | Гильермо Дуран | Томас Беллуччи Марсело Демолинер  | 7-5 6-4           |
| 2. | 9 октября 2016  | Пекин, Китай             | Хард     | Рафаэль Надаль | Джек Сок Бернард Томич            | 6-7(6) 6-2 [10-8] |
| 3. | 25 февраля 2017 | Рио-де-Жанейро, Бразилия | Грунт    | Пабло Куэвас   | Хуан Себастьян Кабаль Роберт Фара | 6-4 5-7 [10-8]    |
| 4. | 29 августа 2020 | Нью-Йорк, США            | Хард     | Алекс де Минор | Джейми Маррей Нил Скупски         | 6-2 7-5           |

#### Поражения (5)
| №  | Дата             | Турнир                   | Покрытие | Партнёр               | Соперники в финале                | Счёт           |
| 1. | 21 февраля 2016  | Рио-де-Жанейро, Бразилия | Грунт    | Давид Марреро         | Хуан Себастьян Кабаль Роберт Фара | 6-7(5) 1-6     |
| 2. | 27 февраля 2016  | Сан-Паулу, Бразилия      | Грунт    | Давид Марреро         | Хулио Перальта Орасио Себальос    | 6-4 1-6 [5-10] |
| 3. | 10 сентября 2016 | Открытый чемпионат США   | Хард     | Гильермо Гарсия Лопес | Джейми Маррей Бруно Соарес        | 2-6 3-6        |
| 4. | 2 октября 2016   | Чэнду, Китай             | Хард     | Мариуш Фирстенберг    | Равен Класен Раджив Рам           | 6-7(2) 5-7     |
| 5. | 20 мая 2018      | Рим, Италия              | Грунт    | Жуан Соуза            | Хуан Себастьян Кабаль Роберт Фара | 6-3 4-6 [4-10] |

### Финалы челленджеров и фьючерсов в парном разряде (10)

#### Победы (4)
| №  | Дата             | Турнир          | Покрытие | Партнёр                   | Соперники в финале                      | Счёт           |
| 1. | 1 августа 2010   | Дения, Испания  | Грунт    | Карлос Кальдерон Родригес | Хавьер Валенсуэла Гонсалес Марк Верворт | 6-4 7-6(3)     |
| 2. | 12 сентября 2010 | Овьедо, Испания | Грунт    | Андони Виванко Гусман     | Филип Бестер Камил Пайковски            | 6-2 4-6 [10-5] |
| 3. | 13 августа 2011  | Ирун, Испания   | Грунт    | Роберто Карбальес Баэна   | Энрике Лопес Перес Хайме Пулгар Гарсия  | 6-4 6-2        |
| 4. | 27 января 2013   | Анталья, Турция | Хард     | Херард Гранольерс Пуйоль  | Виталий Качановский Андрей Левин        | 7-6(4) 6-4     |

#### Поражения (6)
| №  | Дата            | Турнир                 | Покрытие    | Партнёр                      | Соперники в финале                             | Счёт               |
| 1. | 30 августа 2009 | Овьедо, Испания        | Грунт       | Хосе Мануэль Гарсия Родригес | Андони Виванко Гусман Габриэль Трухильо Солер  | 4-6 4-6            |
| 2. | 28 марта 2010   | Сарагоса, Испания      | Грунт (зал) | Пабло Сантос Гонсалес        | Хорди Марсе Видри Оскар Сабате Бретос          | Без игры           |
| 3. | 9 апреля 2010   | Мадрид, Испания        | Хард        | Хавьер Марти                 | Шарль-Антуан Брезак Винсан Стуфф               | 4-6 2-6            |
| 4. | 4 сентября 2010 | Сантандер, Испания     | Грунт       | Роберто Карбальес Баэна      | Мигель Анхель Лопес Хаэн Пабло Сантос Гонсалес | 2-6 2-6            |
| 5. | 15 июня 2014    | Кальтаниссетта, Италия | Грунт       | Энрике Лопес Перес           | Даниэле Браччали Потито Стараче                | 3-6 3-6            |
| 6. | 11 октября 2015 | Мохаммедия, Марокко    | Грунт       | Роберто Карбальес Баэна      | Марк Верворт Иньиго Сервантес Уэгун            | 6-3 6-7(2) [10-12] |

### Финалы командных турниров (3)

#### Победы (1)
| №  | Год  | Турнир       | Команда                                                            | Соперник в финале                        | Счёт |
| 1. | 2019 | Кубок Дэвиса | Испания Р. Баутиста, М. Гранольерс, П.Карреньо, Ф. Лопес, Р.Надаль | Канада Ф. Оже, В. Поспишил, Д. Шаповалов | 2-0  |

#### Поражения (2)
| №  | Год  | Турнир        | Команда                                                                                   | Соперник в финале                                        | Счёт |
| 1. | 2020 | Кубок ATP     | Испания · Р.Баутиста, П.Карреньо, Ф.Лопес, Р.Надаль                                       | Сербия · Н. Джокович, Д. Лайович, В. Троицки, Н. Чачич   | 1-2  |
| 2. | 2022 | Кубок ATP (2) | Испания · Р. Баутиста Агут, А. Давидович Фокина, П. Карреньо Буста, П. Мартинес, А. Рамос | Канада · С. Диес, Ф. Оже-Альяссим, Д. Шаповалов, Б. Шнур | 0-2  |

## История выступлений на турнирах
По состоянию на 20 февраля 2025 года
Для того, чтобы предотвратить неразбериху и удваивание счета, информация в этой таблице корректируется только по окончании турнира или по окончании участия там данного игрока.
| Турнир                       | 2011  | 2012  | 2013          | 2014          | 2015          | 2016  | 2017          | 2018          | 2019          | 2020          | 2021          | 2022          | 2023          | 2024  | 2025  | Итог   | В/П за карьеру |
| ---------------------------- | ----- | ----- | ------------- | ------------- | ------------- | ----- | ------------- | ------------- | ------------- | ------------- | ------------- | ------------- | ------------- | ----- | ----- | ------ | -------------- |
| Турниры Большого шлема       |       |       |               |               |               |       |               |               |               |               |               |               |               |       |       |        |                |
| Открытый чемпионат Австралии | -     | -     | -             | 1Р            | 1Р            | 1Р    | 3Р            | 4Р            | 4Р            | 3Р            | 3Р            | 4Р            | 2Р            | -     | 2Р    | 0 / 11 | 17-11          |
| Открытый чемпионат Франции   | -     | -     | 1Р            | 1Р            | 2Р            | 2Р    | 1/4           | 3Р            | 3Р            | 1/4           | 4Р            | 1Р            | -             | 1Р    |       | 0 / 11 | 17-11          |
| Уимблдонский турнир          | -     | -     | -             | 1Р            | 1Р            | 1Р    | -             | 1Р            | 1Р            | НП            | 1Р            | 1Р            | -             | -     |       | 0 / 7  | 0-7            |
| Открытый чемпионат США       | -     | -     | -             | 3Р            | 2Р            | 3Р    | 1/2           | 2Р            | 3Р            | 1/2           | 1Р            | 4Р            | -             | 1Р    |       | 0 / 10 | 21-10          |
| Итог                         | 0 / 0 | 0 / 0 | 0 / 1         | 0 / 4         | 0 / 4         | 0 / 4 | 0 / 3         | 0 / 4         | 0 / 4         | 0 / 3         | 0 / 4         | 0 / 4         | 0 / 1         | 0 / 2 | 0 / 1 | 0 / 39 |                |
| В/П в сезоне                 | 0-0   | 0-0   | 0-1           | 2-4           | 2-4           | 3-4   | 11-3          | 6-4           | 7-4           | 11-3          | 5-4           | 6-4           | 1-1           | 0-2   | 1-1   |        | 55-39          |
| Итоговые турниры             |       |       |               |               |               |       |               |               |               |               |               |               |               |       |       |        |                |
| Итоговый турнир ATP          | -     | -     | -             | -             | -             | -     | Группа        | -             | -             | -             | -             | -             | -             | -     |       | 0 / 1  | 0-2            |
| Олимпийские игры             |       |       |               |               |               |       |               |               |               |               |               |               |               |       |       |        |                |
| Летняя Олимпиада             | НП    | -     | Не проводился | Не проводился | Не проводился | -     | Не проводился | Не проводился | Не проводился | Не проводился | III           | Не проводился | Не проводился | -     | НП    | 0 / 1  | 5-1            |
| Турниры Мастерс              |       |       |               |               |               |       |               |               |               |               |               |               |               |       |       |        |                |
| Индиан-Уэлс                  | -     | -     | -             | 1Р            | 1Р            | 2Р    | 1/2           | 4Р            | -             | НП            | 3Р            | 2Р            | -             | -     |       | 0 / 7  | 7-7            |
| Майами                       | -     | -     | -             | 1Р            | 1Р            | 1Р    | 2Р            | 1/2           | -             | НП            | -             | 3Р            | -             | -     |       | 0 / 6  | 5-6            |
| Монте-Карло                  | -     | -     | -             | 3Р            | 1Р            | 2Р    | 3Р            | -             | -             | НП            | 3Р            | 3Р            | -             | -     |       | 0 / 6  | 9-6            |
| Мадрид                       | -     | -     | -             | 1Р            | -             | 2Р    | 1Р            | 1Р            | 1Р            | НП            | 1Р            | 1Р            | -             | -     |       | 0 / 7  | 1-7            |
| Рим                          | -     | -     | -             | 1Р            | К1            | -     | 2Р            | 1/4           | 1Р            | 2Р            | 2Р            | 2Р            | -             | -     |       | 0 / 7  | 6-6            |
| Монреаль/Торонто             | -     | -     | -             | -             | -             | -     | 2Р            | 2Р            | -             | НП            | -             | П             | -             | 2Р    |       | 1 / 4  | 9-3            |
| Цинциннати                   | -     | -     | -             | -             | -             | 1Р    | 3Р            | 1/4           | 3Р            | 2Р            | 1/4           | 1Р            | -             | 3Р    |       | 0 / 8  | 12-8           |
| Шанхай                       | -     | -     | -             | -             | -             | 1Р    | 2Р            | 1Р            | 2Р            | Не проводился | Не проводился | Не проводился | -             | 1Р    |       | 0 / 5  | 1-5            |
| Париж                        | -     | -     | К2            | -             | 1Р            | 2Р    | 2Р            | 1Р            | -             | 1/4           | 2Р            | 3Р            | -             | -     |       | 0 / 7  | 7-7            |
| Статистика за карьеру        |       |       |               |               |               |       |               |               |               |               |               |               |               |       |       |        |                |
| Проведено финалов            | 0     | 0     | 0             | 0             | 0             | 4     | 2             | 0             | 1             | 0             | 3             | 2             | 0             | 0     | 0     |        | 12             |
| Выиграно турниров АТП        | 0     | 0     | 0             | 0             | 0             | 2     | 1             | 0             | 1             | 0             | 2             | 1             | 0             | 0     | 0     |        | 7              |
| В/П: всего                   | 0-1   | 0-0   | 7-7           | 13-25         | 14-25         | 41-26 | 36-26         | 31-22         | 30-22         | 20-12         | 38-18         | 37-25         | 1-3           | 8-8   | 2-3   |        | 278-223        |
| Σ % побед                    | 0 %   | -     | 50 %          | 34 %          | 36 %          | 61 %  | 58 %          | 58 %          | 58 %          | 63 %          | 68 %          | 60 %          | 25 %          | 50 %  | 40 %  |        | 55,5 %         |

К — проигрыш в квалификационном турнире.